# Allen Bristol Aylesworth
Sir Allen Bristol Aylesworth PC KCMG KC (* 27. November 1854 in Camden Township, Canada West, heute Ontario; † 13. Februar 1952) war ein kanadischer Jurist und Politiker der Liberalen Partei Kanadas, der als Abgeordneter des Unterhauses und Senator fast 35 Jahre lang Mitglied des Parlaments sowie Minister im 8. kanadischen Kabinett von Premierminister Wilfrid Laurier war.

## Leben
Aylesworth absolvierte nach dem Schulbesuch ein Studium der Rechtswissenschaften an der University of Toronto und nahm nach Beendigung seines Studiums 1878 eine Tätigkeit als Rechtsanwalt auf. Für seine anwaltlichen Verdienste wurde er später zum Kronanwalt (King’s Counsel) berufen.
Als Kandidat der Liberalen Partei kandidierte Aylesworth bei der Wahl vom 3. November 1904 im Wahlkreis Durham ohne Erfolg für ein Mandat im Unterhaus.
Rund ein Jahr später berief Premierminister Wilfrid Laurier ihn am 16. Oktober 1905 zum Postminister und Arbeitsminister in das 8. kanadische Kabinett. Diese Ministerämter bekleidete er bis zu einer Regierungsumbildung am 4. Juni 1906 und übernahm dann die Ämter als Justizminister sowie Attorney General bis zum Ende von Lauriers Amtszeit am 6. Oktober 1911.
Kurz darauf wurde er auch am 22. November 1905 bei einer Nachwahl in dem in Ontario gelegenen Wahlkreis York North erstmals zum Mitglied des Unterhauses gewählt und gehörte diesem bis zur Wahl am 20. September 1911 an.
Danach nahm Aylesworth, der für seine Verdienste auch zum Knight Commander des Order of St. Michael and St. George (KCMG) geschlagen wurde und fortan den Namenszusatz „Sir“ führte, wieder seine Tätigkeit als Rechtsanwalt auf.
Auf Vorschlag von Premierminister William Lyon Mackenzie King wurde er schließlich am 1. November 1923 zum Mitglied des Senats ernannt und vertrat dort bis zu seinem Tod die in Ontario liegende Senatsdivision North York. Bei seinem Tod gehörte er damit fast 35 Jahre lang dem kanadischen Parlament als Mitglied an.